# Estação Plaça Molina
Plaça Molina é uma estação que atende a Linha 7 do Metro de Barcelona. operada por FGC (também conhecida como Línia de Balmes).

## História
A estação foi inaugurada em 1953, com a inauguração do trecho ferroviário que vai de Estação Gràcia a Estação Avinguda Tibidabo (na época era o terminal da linha). A ligação com para a estação de Sant Gervasi foi inaugurado em 2008.

## Localização

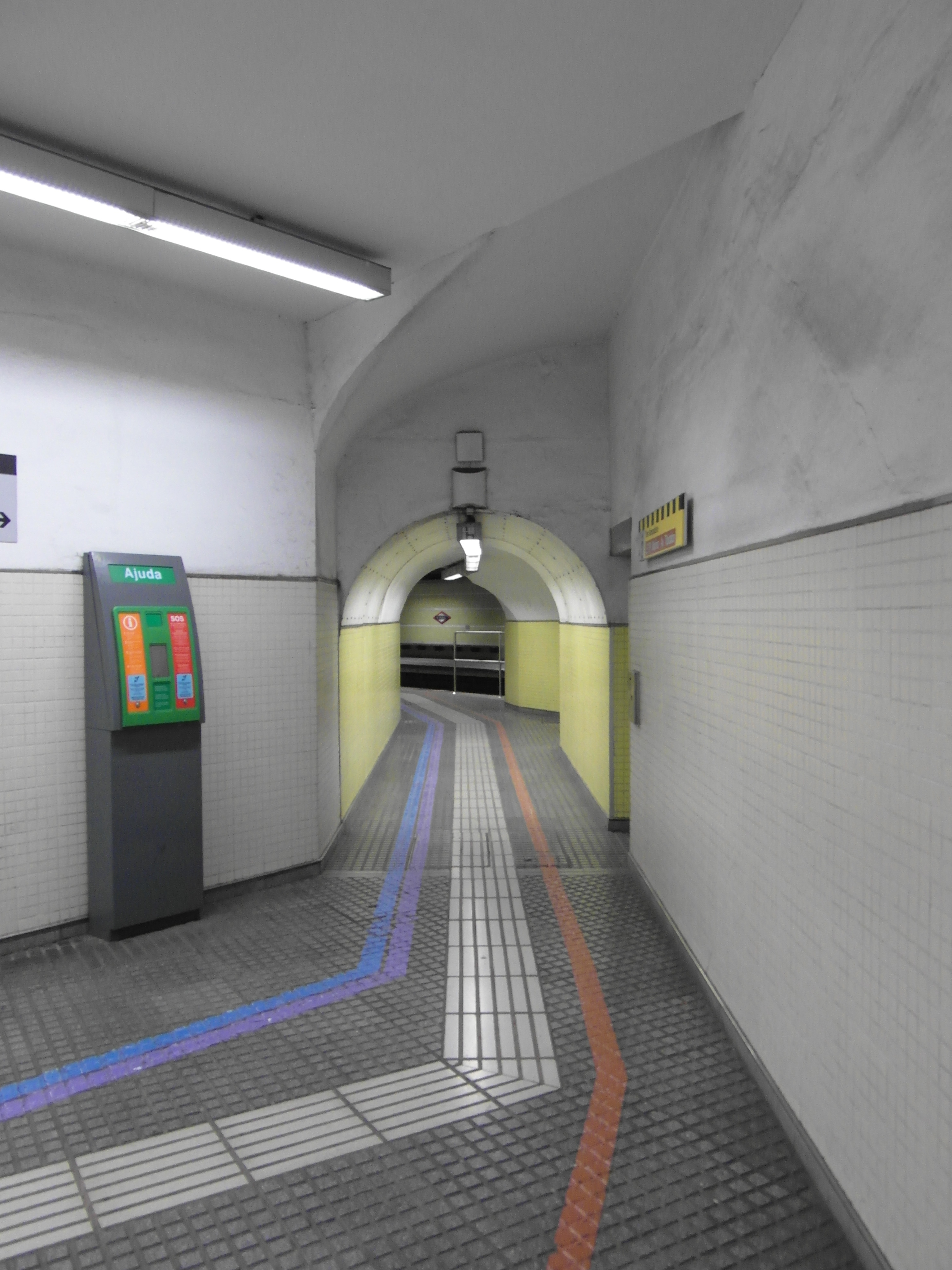
Tunel de zceso entre as plataformas.

A estação está situada na Plaça Molina, uma praça no bairro Sarrià-Sant Gervasi. Em 2010 as instalações foram remodeladas para permitir a comunicação com a Estação Sant Gervasi da Linha 6. A ligação é feita por uma passagem subterrânea para pedestres até a estação Sant Gervasi, que fica próxima.

## Características
A estação tem trilhos duplos, com duas plataformas laterais longas com 60 m de comprimento. Por causa da proximidade com a rua, cada plataforma tem seu próprio acesso direto da via pública, com as duas plataformas sendo ligadas por uma passagem subterrânea abaixo do nível da linha férrea.